# Edward James Olmos
Edward James Olmos (Los Angeles, 24. veljače, 1947.) je američki glumac, dobitnik Emmyja i nominiran za Oscara. 
Najpoznatiji je po svojim televizijskim ulogama Admirala Williama Adame u znanstveno fantastičnoj seriji Battlestar Galactica i poručnika Martina Castilla u policijskoj seriji Poroci Miamija (Miami Vice).

## Život
Glumac koji je utjelovio lik Williama Adame iza sebe ima dugu i bogatu filmsku karijeru. Rođen je 1947 godine, a njegova prva ljubav bio je baseball. No, okanivši se bejzbola Olmos se počeo ozbiljno baviti glazbom i ubrzo postao renomiran rock glazbenik svirajući tijekom 60-ih i 70-ih godina diljem SAD-a. No, na nagovor prijatelja odlučuje se upisati satove glume. kako bi se mogao uzdržavati jedno je vrijeme trgovao s namještajem. Isprva je glumio u brodvejskim i nebrodvejskim predstavama, a 1981. nominiran je za kazališnu nagradu Tony. Tijekom 1985. godine dobiva svoju dotada najznačajniju ulogu na televiziji - onu poručnika Martina Castilla u kultnoj policijskoj seriji Poroci Miamija. No, u to vrijeme počinje nastupati i u vellikim filmskim hitovima, poput kultnog Blade Runnera, da bi tijekom 1988. bio nominiran za Oscara za ulogu u filmu Stand and Deliver. Prije nekoliko godina na HRT-u je prikazana i njegova serija Američka obitelj, koja je prethodila Battlestar Galactici. Osim po glumačkim uspjesima, Olmos je poznat kao i UNICEF-ov izaslanik i aktivista za prava djece. Donedavno je bio oženjen s glumicom Lorraine Bracco (psihijatrica u seriji "Obitelj Soprano")
Od zanimljivosti vezanih uz Olmosa, valja izdvojiti onu kako je svojedobno vozio Porsche-Turbo kojega je kupio na policijskoj aukciji vozila zapiljenjenih tijekom lova na narkodilere. Pritom je izjavio "On je dobio 30 godina. Ja sam dobio auto!" No, nažalost, auto su mu ubrzo ukrali. Isto tako, upravo je Olmos trebao glumiti klingonskog kapetana Krugea u filmu "Star Trek: Searh for Spock". No, ulogu je dobio Christopher Lloyd i to samo zato što je bio viši od Olmosa. Zanimljivo je napomenuti kako je njemu prvotno bila ponuđena glavna uloga u filmskom klasiku Lice s ožiljkom, a koju je kasnije prihvatio Al Pacino.